# Populus deltoides
Populus deltoides là một loài thực vật có hoa trong họ Liễu. Loài này được W. Bartram ex Marshall miêu tả khoa học đầu tiên năm 1785.

## Hình ảnh

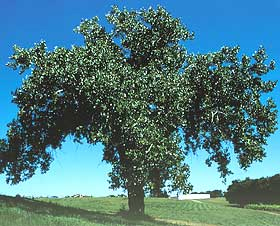
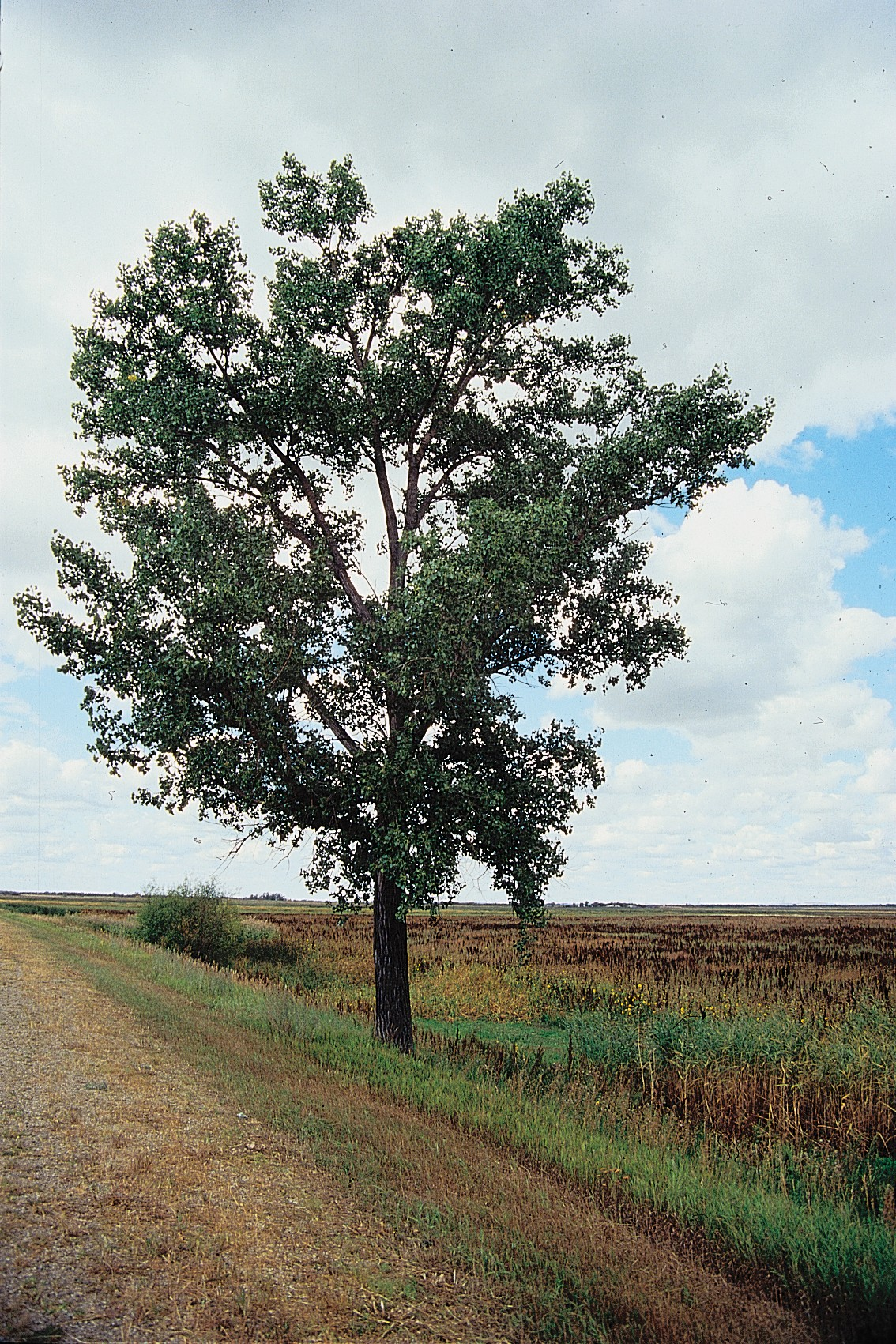
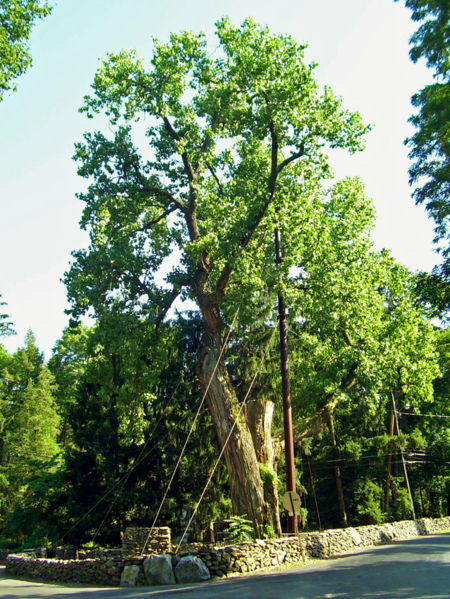
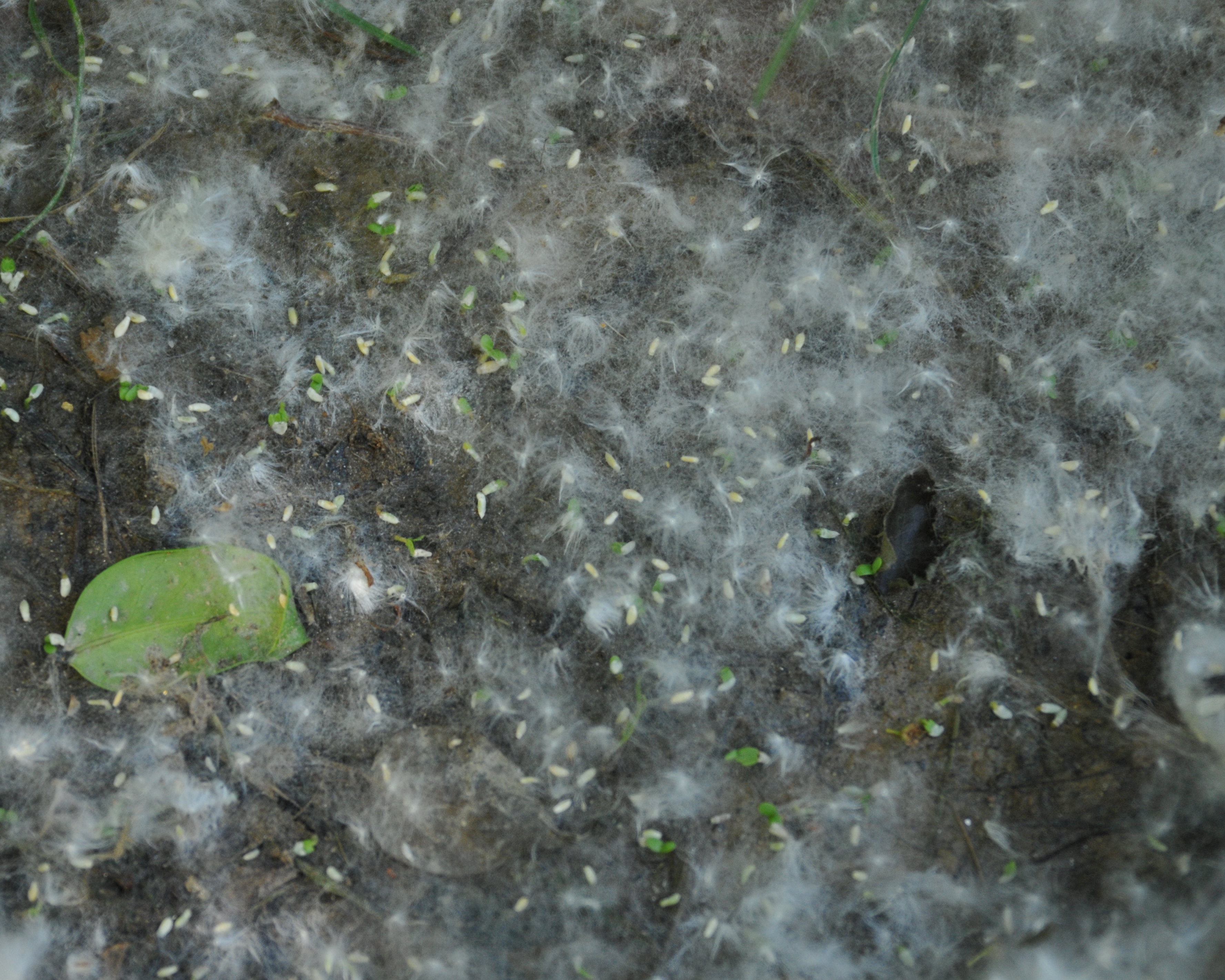